# Maureen Nisimaová
Maureen Roxane Nelly Nisimaová (* 30. července 1981 Bondy, Francie) je bývalá francouzská sportovní šermířka původem z Afriky, která se specializovala na šerm kordem. Francii reprezentovala v prvním a druhém desetiletí jednadvacátého století. Na olympijských hrách startovala v roce 2004 v soutěži jednotlivkyň a družstev. V soutěži jednotlivkyň získala na olympijských hrách 2004 bronzovou olympijskou medaili. V roce 2010 získala titul mistryně světa a v roce 2002 titul mistryně Evropy v soutěži jednotlivkyň. S francouzským družstvem kordistek vybojovala na olympijských hrách 2004 bronzovou olympijskou medaili a v roce 2005, 2007 a 2008 vybojovala s družstvem titul mistryň světa.